# Фрідріх Каммель
Фрідріх Каммель (нім. Friedrich Kammel; 26 квітня 1886, Богемія — 23 квітня 1942, Парккіна) — австро-угорський, австрійський і німецький офіцер, генерал-майор вермахту.

## Біографія
18 серпня 1906 року вступив в австро-угорську армію. Учасник Першої світової війни, після завершення якої продовжив службу в австрійській армії. З 1 листопада 1936 року — командир 2-го батальйону 6-го легкого артилерійського полку. Після аншлюсу 15 березня 1938 року автоматично перейшов у вермахт і призначений командиром свого полку. З 1 серпня 1938 року — командир 111-го, одночасно з 9 грудня 1938 по 22 березня 1939 року — 79-го гірського артилерійського полку. З 4 січня 1942 року — артилерійський командир 127. Наклав на себе руки.

## Звання
- Кадет-заступник офіцера (18 серпня 1906)
- Фенріх (18 листопада 1908)
- Лейтенант (1 травня 1909)
- Оберлейтенант (1 листопада 1913)
- Гауптман (1 травня 1916)
- Титулярний майор (8 липня 1921)
- Штабсгауптман (1 березня 1923)
- Титулярний майор (4 липня 1924)
- Майор (18 січня 1928)
- Оберстлейтенант (17 лютого 1934)
- Оберст (20 квітня 1939)
- Генерал-майор (1 лютого 1942)

## Нагороди
- Ювілейний хрест
- Пам'ятний хрест 1912/13
- Срібна і бронзова медаль «За військові заслуги» (Австро-Угорщина) з мечами
- Хрест «За військові заслуги» (Австро-Угорщина) 3-го класу з військовою відзнакою і мечами
- Срібна медаль «За хоробрість» (Австро-Угорщина) 1-го класу для офіцерів
- Орден Залізної Корони 3-го класу з військовою відзнакою і мечами
- Військовий Хрест Карла
- Залізний хрест 2-го класу
- Медаль «За поранення» (Австро-Угорщина) з трьома смугами
- Загальний хрест «За відвагу» (Каринтія)
- Пам'ятна військова медаль (Австрія) з мечами
- почесний знак «За заслуги перед Австрійською Республікою», золотий знак
- Хрест «За вислугу років» (Австрія) 2-го класу для офіцерів (25 років)
- Хрест «За військові заслуги» (Австрія) 3-го класу (2 вересня 1937)
- Почесний хрест ветерана війни з мечами
- Медаль «За вислугу років у Вермахті» 4-го, 3-го, 2-го і 1-го класу (25 років)
- Нагрудний знак «За поранення» в чорному